# Sveriges ambassad i Nairobi
Sveriges ambassad i Nairobi är Sveriges diplomatiska beskickning i Kenya, belägen i landets huvudstad Nairobi. Beskickningen består av ambassaden, svenskar utsända av Utrikesdepartementet (UD) och lokalanställda. Ambassadör sedan 2020 är Caroline Vicini. Ambassaden representerar Sverige i Kenya, Somalia, Seychellerna och Komorerna.

## Historia
Kenya blev självständigt 1963 men svenska staten hade redan 1962 inrättat ett generalkonsulat. År 1964 öppnades den svenska ambassaden i Nairobi.
Den 17 oktober 2011 lämnade personalen på svenska ambassaden sina dåvarande lokaler i byggnaden Lion Place i centrala Nairobi på grund av säkerhetshot mot byggnaden. Ett 60-tal anställda arbetade istället från dåvarande ambassadör Ann Dismorrs residens. Detta var tredje gången sedan 2009, och andra gången på en månad som ambassaden stängdes av säkerhetsskäl. Norge hade sin ambassad i samma byggnad men valde att flytta till nya lokaler efter hot mottagits den 28 september 2011. Bank- och finansbolag samt FN:s flyktingkommissariat (UNHCR) har också funnits som hyresgäster. 
I början 2012 stod en ny ambassadbyggnad klar i norra Nairobi, där FN har sitt huvudkontor och USA har en stor ambassadbyggnad. Den 17 september 2012 invigdes Sveriges nya ambassad och Kenyas premiärminister Raila Odinga klippte invigningsbandet. På plats vid invigningen fanns biståndsminister Gunilla Carlsson. I den nya ambassaden arbetar nära 75 anställda, varav 25 utsända från Sverige. Detta gör ambassaden i Nairobi till Sveriges största ambassad utomlands. Anledningen till dess storlek är dels de många konsulära ärendena från främst från Somalia, och dels de många FN-kontoren i Nairobi – flest utanför New York och Europa.

## Residens
Året innan Kenya blev självständigt (1962) förvärvade svenska staten ett vackert och representativt residens för den utsände beskickningschefen, efter att ha öppnat ett generalkonsulat. Den tidigare ägaren var den svenska honorärkonsuln baron Uno Åkerhielm. Fastigheten ligger i bostads- och kaffeplantageområdet Rosslyn cirka fem kilometer från Nairobis centrum och omfattar cirka 26 000 km². Den består av en vitputsad villa i två plan med spåntak av lokalt trä. Personalbostäder, garage, pool samt förrådsbyggnader finns också på tomten. Tomtgränsen går på norra sidan vid slänten ner till floden Karuna River.

## Verksamhet och organisation
Ambassaden representerar Sverige i Kenya, Somalia, Seychellerna och Komorerna samt representerar Sverige vid FN:s miljöprogram (UNEP) och FN:s program för boende- och bebyggelsefrågor (UN-HABITAT) som är två FN-organ med säte i Nairobi. Sverige har också en honorärkonsul i Mombasa i Kenya och i huvudstaden Victoria på Seychellerna. Ambassaden har personal från Utrikesdepartementet (UD), Sida och lokala anställda. Den totala personalstyrkan uppgår till cirka 75 personer vilket gör den till den största svenska ambassaden i världen.
Ambassaden representerar och driver svensk utrikespolitik, svenska intressen och värderingar som görs inom skilda verksamhetsområden såsom politiska och ekonomiska relationer, utvecklingssamarbete, handels- och investeringsfrämjande, samt information och kultur. Man tillhandahåller också konsulära tjänster till svenska medborgare och handlägger migrationsärenden. Verksamheten utförs bilateralt, genom samarbetet i Europeiska unionen (EU) och inom ramen för FN-samarbetet.
Ambassaden är indelad i följande sektioner:
- Sektionen för politik och handel
- Sektionen för utvecklingssamarbete med Kenya
- Somaliasektionen
- Sektionen för regionalt utvecklingssamarbete
- Sektionen för administration och konsulära ärenden
- Sektionen för migrationsärenden

## Beskickningschefer
| Namn                 | Period    | Funktion                       | Ackreditering                                                                |
| -------------------- | --------- | ------------------------------ | ---------------------------------------------------------------------------- |
| Otto Rathsman        | 1962–1964 | Konsul med generalkonsuls namn |                                                                              |
| Otto Rathsman        | 1964–1966 | Ambassadör                     | Sidoackrediterad i Dar es-Salaam, Kampala och Lusaka.                        |
| Carl Gustaf Béve     | 1966–1968 | Ambassadör                     | Sidoackrediterad i Bujumbura, Dar es-Salaam, Kampala och Lusaka (till 1967). |
| Carl-George Crafoord | 1968–1973 | Ambassadör                     | Sidoackrediterad i Kampala.                                                  |
| Lennart Rydfors      | 1973–1978 | Ambassadör                     | Sidoackrediterad i Bujumbura, Kigali och Kampala.                            |
| Cecilia Nettelbrandt | 1978–1983 | Ambassadör                     | Sidoackrediterad i Bujumbura, Kampala, Kigali och Victoria.                  |
| Arne Fältheim        | 1983–1988 | Ambassadör                     | Sidoackrediterad i Bujumbura, Kampala och Kigali.                            |
| Nils Revelius        | 1988–1993 | Ambassadör                     | Sidoackrediterad i Bujumbura, Kampala och Kigali.                            |
| Lars-Göran Engfeldt  | 1993–1998 | Ambassadör                     | Sidoackrediterad i Bujumbura, Kampala och Kigali.                            |
| Inga Björk-Klevby    | 1998–2003 | Ambassadör                     | Sidoackrediterad i Kigali, Moroni och Victoria.                              |
| Bo Göransson         | 2003–2006 | Ambassadör                     | Sidoackrediterad i Bujumbura, Kigali, Mogadishu, Moroni och Victoria.        |
| Anna Brandt          | 2006–2009 | Ambassadör                     |                                                                              |
| Ann Dismorr          | 2009–2012 | Ambassadör                     | Sidoackrediterad i Kigali, Bujumbura, Mogadishu, Moroni och Victoria.        |
| Johan Borgstam       | 2012–2017 | Ambassadör                     | Sidoackrediterad i Moroni och Victoria.                                      |
| Anna Jardfelt Melvin | 2017–2020 | Ambassadör                     |                                                                              |
| Caroline Vicini      | 2020–     | Ambassadör                     |                                                                              |